# Società Sportiva Lazio 2017-2018
Questa voce raccoglie le informazioni riguardanti la Società Sportiva Lazio nelle competizioni ufficiali della stagione 2017-2018.

## Stagione
La stagione 2017-2018 inizia per i biancocelesti con la vittoria della Supercoppa italiana, conseguita battendo 3-2 la Juventus in trasferta. Grazie al successo, l'allenatore Simone Inzaghi diviene il primo biancoceleste ad aver vinto il trofeo sia in campo che dalla panchina.
La squadra romana parte bene anche in campionato — dove rimane ancorata alle posizioni di vertice, battendo di nuovo i bianconeri a Torino come non accadeva da 14 anni — ed Europa League, in cui 4 vittorie consecutive garantiscono il passaggio ai sedicesimi di finale con 180' di anticipo. Sul finire dell'anno, la formazione accede inoltre alle semifinali di Coppa Italia eliminando il Cittadella e la Fiorentina. Il girone di andata viene archiviato da un pareggio senza gol contro l'Inter, che lascia i nerazzurri in terza posizione con 4 punti di margine sui biancocelesti (quinti in graduatoria, avendo anche 2 punti in meno della Roma). Sarà invece l'altra milanese a sconfiggere i romani in coppa nazionale, prevalendo ai rigori dopo che le due sfide erano terminate a reti bianche; in precedenza, le Aquile avevano ottenuto la qualificazione per gli ottavi di Europa League, superando la Steaua Bucarest ai sedicesimi di finale (sconfitta 1-0 all'andata e vittoria 5-1 al ritorno).

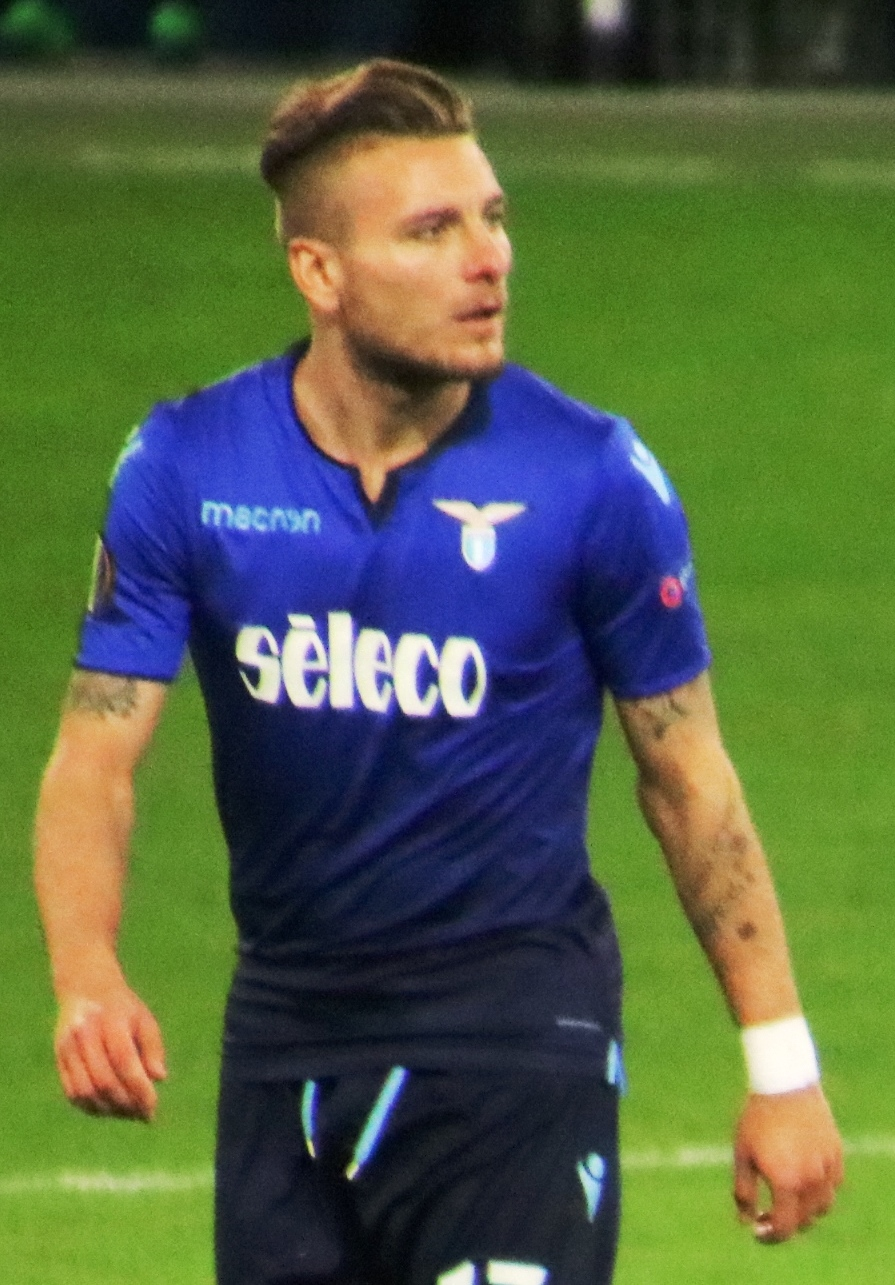
Ciro Immobile, capocannoniere di Serie A (29) ed Europa League (8) oltreché migliore marcatore stagionale della squadra (41).

Successivamente, i biancocelesti hanno la meglio sugli ucraini della Dinamo Kiev agli ottavi (vincendo per 2-0 al ritorno dopo il 2-2 dell'andata) Nei quarti di finale vengono invece battuti dall'austriaco Salisburgo, che ribalta in casa una sconfitta per 4-2 subìta a Roma. L'ultimo obiettivo rimasto disponibile, il quarto posto che garantisce l'ingresso in Champions League, viene mancato nelle giornate finali. Giunta al turno conclusivo con 3 punti di margine sull'Inter, la Lazio viene battuta dai nerazzurri e agganciata in classifica: l'esito degli scontri diretti arride ai milanesi, che ottengono così la qualificazione al massimo torneo continentale. I romani devono così accontentarsi di partecipare all'Europa League, con il quinto posto finale.

## Divise e sponsor
Le nuove maglie sono state presentate il 20 luglio 2017 allo Spazio Novecento, noto locale romano, dove i calciatori Marco Parolo, Jordan Lukaku, Sergej Milinković-Savić, Ștefan Radu e il portiere Ivan Vargić hanno sfilato con esse indosso. Sulla maglia casalinga celeste spicca il ritorno dello stemma esagonale usato dal 1983 al 1985 che racchiude l’aquila stilizzata. Il colletto è a girocollo bianco, così come il bordo delle maniche. Sul retro, all'altezza del collo, troviamo la scritta “S.S. Lazio” in rilievo, a sovrastare i nomi e i numeri di colore bianco che mantengono il font dell'anno precedente.
Per il ritorno in Europa League la squadra indosserà la maglia a strisce verticali biancocelesti, il cosiddetto “modello Argentina” con cui ha alzato al cielo la Supercoppa UEFA 1999. Il colletto è a polo con vela in maglieria, sul retro le righe verticali sono relegate in fondo per lasciare spazio a uno sfondo bianco su cui poggiano nomi e numeri blu.
Nel corso del ritiro pre-campionato è stata svelata anche la terza maglia, caratterizzata da un blu elettrico che sfuma nel blu navy sul fondo. Il colletto è a girocollo con una scollatura a V appena accennata al centro.
Lo sponsor ufficiale per la stagione 2017-2018 è la Sèleco, già sponsor dei biancocelesti nel finale di stagione precedente e negli anni ottanta. A partire dalla finale di Supercoppa italiana e per tutto il resto della stagione il retro maglia è stato arricchito dal marchio della neonata brand extension del gruppo Sèleco, ovvero Sèleco Easy Life, dedicata a una fascia di prodotti tecnologici di largo consumo. In occasione delle gare di campionato Lazio-Fiorentina del 26 novembre e Inter-Lazio del 30 dicembre 2017 sulle casacche laziali campeggiava anche il co-sponsor Paideia, struttura sanitaria di riferimento del club romano.
| Casa | Trasferta | Terza divisa | 1ª portiere | 2ª portiere | 3ª portiere |

La composizione delle divise è la seguente:
- Casa: la maglia è celeste (le rifiniture sulla vita e sulle maniche sono bianche) mentre pantaloncini e calzettoni sono semplici nel loro bianco con finiture celesti.
- Trasferta: la maglia presenta lo stile Argentina con righe orizzontali alternate dal bianco e dal celeste mentre i pantaloncini sono celesti con una spessa banda bianca sui fianchi, il medesimo schema di colore è stato scelto per le calze a corredo.
- Terza divisa: la maglia è caratterizzata da un blu elettrico che sfuma nel blu navy sul fondo mentre pantaloncini e calzettoni sono blu navy con inserti celesti e blu elettrico.

Va ricordato che, a seconda dei colori della squadra avversaria, i pantaloncini e i calzettoni possono essere abbinati in modo differente.

## Organigramma societario
Area direttiva
Consiglio di gestione
- Presidente: Claudio Lotito
- Consigliere: Marco Moschini

Consiglio di sorveglianza
- Presidente: Corrado Caruso
- Vicepresidente: Alberto Incollingo
- Consiglieri: Fabio Bassan, Vincenzo Sanguigni, Monica Squintu, Silvia Venturini

Area organizzativa
- Direttore Sportivo: Igli Tare
- Club Manager: Angelo Peruzzi
- Segretario Generale: Armando Antonio Calveri
- Direzione Amm.va e Controllo di Gestione / Investor Relator: Marco Cavaliere
- Direzione Legale e Contenziosi: Francesca Miele
- Direzione Organizzativa Centro Sportivo di Formello, Uffici, Country Club, Stadio: Giovanni Russo
- S.L.O. / Supporter Liaison Officer: Armando Antonio Calveri
- D.A.O. / Disability Access Officer: Giampiero Angelici
- Delegato Sicurezza Stadio/R.S.P.P.: Sergio Pinata
- Responsabile Biglietteria: Angelo Cragnotti
- Direzione Settore Giovanile: Mauro Bianchessi
- Segretario Settore Giovanile: Giuseppe Lupo

Area marketing
- Coordinatore Marketing, Sponsorizzazioni ed Eventi: Marco Canigiani
- Area Marketing: Massimiliano Burali d'Arezzo, Laura Silvia Zaccheo
- Area Licensing e Retail: Valerio D'Attilia

Area comunicazione
- Responsabile della Comunicazione: Arturo Diaconale
- Direttore Ufficio Stampa, Canale Tematico, Radio, Rivista e Area Digitale: Stefano De Martino

Area tecnica
- Allenatore: Simone Inzaghi
- Allenatore in seconda: Massimiliano Farris
- Analista: Enrico Allavena
- Preparatore dei portieri: Adalberto Grigioni
- Collaboratore preparatore dei portieri: Gianluca Zappalà
- Preparatore atletico: Fabio Ripert
- Collaboratori preparatore atletico: Adriano Bianchini, Alessandro Fonte
- Team Manager: Maurizio Manzini, Stefan Derkum
- Magazzinieri: Mauro Patrizi, Walter Pela, Stefano Delle Grotti
- Collaboratori tecnici: Mario Cecchi, Ferruccio Cerasaro

Area sanitaria
- Direttore sanitario: dott. Ivo Pulcini
- Coordinatore staff medico e consulente ortopedico: dott. Fabio Rodia
- Medici sociali: dott.i Antonino Maggio, Massimo Razzano, Angelo Ventura
- Ecografista: dott. Claudio Meli
- Struttura Sanitaria di riferimento: Paideia

## Rosa
Rosa e numerazione sono aggiornate al 28 febbraio 2018.
| N. |                                 | Ruolo | Calciatore                  |
| -- | ------------------------------- | ----- | --------------------------- |
| 1  | Albania (bandiera)              | P     | Thomas Strakosha            |
| 2  | Paesi Bassi (bandiera)          | D     | Wesley Hoedt                |
| 3  | Paesi Bassi (bandiera)          | D     | Stefan de Vrij              |
| 4  | Spagna (bandiera)               | D     | Patric                      |
| 5  | Belgio (bandiera)               | D     | Jordan Lukaku               |
| 6  | Brasile (bandiera)              | C     | Lucas Leiva                 |
| 7  | Portogallo (bandiera)           | C     | Nani                        |
| 8  | Serbia (bandiera)               | D     | Dušan Basta                 |
| 9  | Serbia (bandiera)               | A     | Filip Djordjevic            |
| 10 | Brasile (bandiera)              | C     | Felipe Anderson             |
| 11 | Italia (bandiera)               | C     | Luca Crecco                 |
| 13 | Brasile (bandiera)              | D     | Wallace                     |
| 15 | Angola (bandiera)               | D     | Bastos                      |
| 16 | Italia (bandiera)               | C     | Marco Parolo (vicecapitano) |
| 17 | Italia (bandiera)               | A     | Ciro Immobile               |
| 18 | Spagna (bandiera)               | C     | Luis Alberto                |
| 19 | Bosnia ed Erzegovina (bandiera) | C     | Senad Lulić (capitano)      |

| N. |                       | Ruolo | Calciatore              |
| -- | --------------------- | ----- | ----------------------- |
| 20 | Ecuador (bandiera)    | A     | Felipe Caicedo          |
| 21 | Serbia (bandiera)     | C     | Sergej Milinković-Savić |
| 22 | Italia (bandiera)     | P     | Federico Marchetti      |
| 22 | Uruguay (bandiera)    | D     | Martín Cáceres          |
| 23 | Italia (bandiera)     | P     | Guido Guerrieri         |
| 25 | Italia (bandiera)     | A     | Cristiano Lombardi      |
| 25 | Croazia (bandiera)    | P     | Ivan Vargić             |
| 26 | Romania (bandiera)    | D     | Ștefan Radu             |
| 27 | Brasile (bandiera)    | D     | Luiz Felipe             |
| 29 | Italia (bandiera)     | A     | Simone Palombi          |
| 30 | Portogallo (bandiera) | A     | Pedro Neto              |
| 32 | Italia (bandiera)     | C     | Alessio Miceli          |
| 33 | Brasile (bandiera)    | D     | Maurício                |
| 66 | Portogallo (bandiera) | C     | Bruno Jordão            |
| 77 | Montenegro (bandiera) | D     | Adam Marušić            |
| 88 | Italia (bandiera)     | C     | Davide Di Gennaro       |
| 96 | Italia (bandiera)     | C     | Alessandro Murgia       |

## Calciomercato
La Lazio ha iniziato la sessione estiva di calciomercato con l'acquisto del difensore montenegrino Adam Marušić prelevandolo dall'Ostenda per una cifra vicina ai 5,5 milioni di euro. Il 18 luglio viene ufficializzato l'acquisto del brasiliano Lucas Leiva dal Liverpool per una cifra pari a 5,7 milioni di euro. Quattro giorni più tardi il club biancoceleste tessera lo svincolato ex Cagliari Davide Di Gennaro. Ad agosto vengono inseriti in squadra l'attaccante Felipe Caicedo, a titolo definitivo dall'Espanyol, e il centrocampista Nani, in prestito dal Valencia.. Nelle ultime ore di mercato vengono ufficializzati, con la formula del prestito con obbligo di riscatto, gli acquisti di due portoghesi: il centrocampista Bruno Jordão e l'attaccante Pedro Neto, entrambi provenienti dal Braga. Per quanto concerne le cessioni invece a lasciare la squadra sono in tre: il capitano Lucas Biglia, che passa al Milan per 19,7 milioni, il difensore Wesley Hoedt, volato in Inghilterra al Southampton per 16 milioni, l'attaccante Keita Baldé Diao al Monaco per 30 milioni. Viene girato al Benevento, in prestito gratuito, l'attaccante Cristiano Lombardi.
Nel mercato invernale da registrare solo l'acquisto del difensore uruguaiano Martín Cáceres dal Verona e della cessione in prestito dell'attaccante Simone Palombi alla Salernitana. Il 28 febbraio, dopo la chiusura della finestra di mercato di gennaio, viene ceduto, a titolo temporaneo, il difensore brasiliano Maurício ai polacchi del Legia Varsavia.

### Sessione estiva(dall'1/7 al 31/8)
| Acquisti         | Acquisti          | Acquisti       | Acquisti                                                                         |
| R.               | Nome              | da             | Modalità                                                                         |
| ---------------- | ----------------- | -------------- | -------------------------------------------------------------------------------- |
| P                | Guido Guerrieri   | Trapani        | fine prestito                                                                    |
| D                | Luiz Felipe       | Salernitana    | fine prestito                                                                    |
| D                | Adam Marušić      | Ostenda        | definitivo (5,5 milioni €)                                                       |
| D                | Maurício          | Spartak Mosca  | fine prestito                                                                    |
| C                | Davide Di Gennaro | -              | svincolato                                                                       |
| C                | Bruno Jordão      | Braga          | prestito biennale oneroso (4 milioni €) con obbligo di riscatto (5,3 milioni €)  |
| C                | Lucas Leiva       | Liverpool      | definitivo (5,7 milioni €)                                                       |
| C                | Nani              | Valencia       | prestito oneroso (2 milioni €) con diritto di riscatto (8 milioni €)             |
| A                | Felipe Caicedo    | Espanyol       | definitivo (2,5 milioni €)                                                       |
| A                | Pedro Neto        | Braga          | prestito biennale oneroso (7,5 milioni €) con obbligo di riscatto (11 milioni €) |
| A                | Simone Palombi    | Ternana        | controriscatto del cartellino (300000 €)                                         |
| Altre operazioni |                   |                |                                                                                  |
| R.               | Nome              | da             | Modalità                                                                         |
| D                | Josip Elez        | Rijeka         | fine prestito                                                                    |
| D                | Lorenzo Filippini | Virtus Entella | fine prestito                                                                    |
| D                | Luca Germoni      | Ternana        | fine prestito                                                                    |
| D                | Ameth Lo          | -              | svincolato                                                                       |
| D                | Gianluca Pollace  | Racing Roma    | fine prestito                                                                    |
| D                | Franjo Prce       | Brescia        | fine prestito                                                                    |
| C                | Danilo Cataldi    | Genoa          | fine prestito                                                                    |
| C                | Ravel Morrison    | QPR            | fine prestito                                                                    |
| C                | Chris Oikonomidis | Aarhus         | fine prestito                                                                    |
| C                | Francesco Orlando | Vicenza        | definitivo (300.000 €)                                                           |
| C                | Ronaldo           | Salernitana    | fine prestito                                                                    |
| A                | Ricardo Kishna    | Lilla          | fine prestito                                                                    |
| A                | Brayan Perea      | Lugo           | fine prestito                                                                    |
| A                | Antonio Rozzi     | Lupa Roma      | fine prestito                                                                    |

| Cessioni         | Cessioni           | Cessioni       | Cessioni |
| R.               | Nome               | a              | Modalità |
| ---------------- | ------------------ | -------------- | --- |
| D                | Wesley Hoedt       | Southampton    | definitivo (16 milioni €)                                                                                   |
| C                | Lucas Biglia       | Milan          | definitivo (19,7 milioni €)                                                                                 |
| A                | Keita Baldé        | Monaco         | definitivo (30 milioni €)                                                                                   |
| A                | Cristiano Lombardi | Benevento      | prestito |
| A                | Simone Palombi     | Ternana        | riscatto del cartellino (150000 €)                                                                          |
| Altre operazioni |                    |                | |
| R.               | Nome               | a              | Modalità |
| P                | Marius Adamonis    | Salernitana    | prestito |
| P                | Etrit Berisha      | Atalanta       | riscatto del cartellino (5 milioni €)                                                                       |
| D                | Josip Elez         | Rijeka         | riscatto del cartellino (500.000 €)                                                                         |
| D                | Lorenzo Filippini  | Pisa           | prestito |
| D                | Luca Germoni       | Parma          | prestito |
| D                | Ameth Lo           | Naxxar Lions   | definitivo                                                                                                  |
| D                | Gianluca Pollace   | Sicula Leonzio | definitivo                                                                                                  |
| C                | Danilo Cataldi     | Benevento      | prestito oneroso (2 milioni €) con obbligo di riscatto (5 milioni €) e diritto di riacquisto (10 milioni €) |
| C                | Ravel Morrison     | Atlas          | prestito con obbligo di riscatto (2 milioni €)                                                              |
| C                | Francesco Orlando  | Salernitana    | prestito |
| C                | Ronaldo            | Novara         | definitivo                                                                                                  |
| A                | Ricardo Kishna     | ADO Den Haag   | prestito |
| A                | Alessandro Rossi   | Salernitana    | prestito |

### Sessione invernale(dal 3/1 al 31/1)
| Acquisti         | Acquisti       | Acquisti | Acquisti               |
| R.               | Nome           | da       | Modalità               |
| ---------------- | -------------- | -------- | ---------------------- |
| D                | Martín Cáceres | Verona   | definitivo (600.000 €) |
| Altre operazioni |                |          |                        |
| R.               | Nome           | da       | Modalità               |
| D                | Luca Germoni   | Parma    | fine prestito          |

| Cessioni         | Cessioni          | Cessioni          | Cessioni |
| R.               | Nome              | a                 | Modalità |
| ---------------- | ----------------- | ----------------- | -------- |
| A                | Simone Palombi    | Salernitana       | prestito |
| Altre operazioni |                   |                   |          |
| R.               | Nome              | a                 | Modalità |
| D                | Luca Germoni      | Perugia           | prestito |
| D                | Franjo Prce       | Istria 1961       | prestito |
| C                | Chris Oikonomidis | Western Sydney    | prestito |
| A                | Mamadou Tounkara  | Flamurtari Valona | prestito |

### Operazioni esterne alle sessioni
| Cessioni | Cessioni | Cessioni       | Cessioni |
| R.       | Nome     | a              | Modalità |
| -------- | -------- | -------------- | -------- |
| D        | Maurício | Legia Varsavia | prestito |

## Risultati

### Serie A

#### Girone di andata
| Roma 20 agosto 2017, ore 20:45 CEST 1ª giornata | Lazio            | 0 – 0 referto | SPAL | Stadio Olimpico (25.000 spett.)\| Arbitro: \| Abisso (Palermo) \| |
| Arbitro:                                        | Abisso (Palermo) |               |      |                                                                   |

| Arbitro: | Manganiello (Pinerolo) |

|                 |           |                                   |
| Pucciarelli 34’ | Marcatori | 11’ Immobile 89’ Milinković-Savić |

| Arbitro: | Rocchi (Firenze) |

|                                                |           |               |
| Immobile 38’ (rig.), 42’, 48’ Luis Alberto 49’ | Marcatori | 56’ Montolivo |

| Arbitro: | Orsato (Schio) |

|                   |           |                              |
| Pellegri 57’, 73’ | Marcatori | 13’ Bastos 70’, 82’ Immobile |

| Arbitro: | Damato (Barletta) |

|             |           |                                                              |
| de Vrij 30’ | Marcatori | 54’ Koulibaly 56’ Callejón 59’ Mertens 90+2’ (rig.) Jorginho |

| Arbitro: | Irrati (Pistoia) |

|  |           |                                      |
|  | Marcatori | 24’ (rig.), 40’ Immobile 60’ Marušić |

| Arbitro: | Maresca (Napoli) |

|                                                                         |           |                    |
| Luis Alberto 45+1’, 57’ de Vrij 56’ Parolo 64’, 69’ Immobile 81’ (rig.) | Marcatori | 27’ (rig.) Berardi |

| Arbitro: | Mazzoleni (Bergamo) |

|                   |           |                          |
| Douglas Costa 23’ | Marcatori | 47’, 54’ (rig.) Immobile |

| Arbitro: | Pairetto (Nichelino) |

|                                    |           |  |
| Immobile 7’ (rig.), 41’ Bastos 49’ | Marcatori |  |

| Arbitro: | Massa (Imperia) |

|                  |           |                               |
| Lulić 50’ (aut.) | Marcatori | 4’ Milinković-Savić 28’ Lulić |

| Arbitro: | Giacomelli (Trieste) |

|            |           |                                                        |
| Lazaar 55’ | Marcatori | 4’ Bastos 13’ Immobile 24’ Marušić 76’ Parolo 86’ Nani |

| Arbitro: | Banti (Livorno) |

|                                               |           |  |
| Samir 22’ (aut.) Nani 47’ Felipe Anderson 87’ | Marcatori |  |

| Arbitro: | Rocchi (Firenze) |

|                                   |           |                     |
| Perotti 49’ (rig.) Nainggolan 53’ | Marcatori | 72’ (rig.) Immobile |

| Arbitro: | Massa (Imperia) |

|             |           |                      |
| de Vrij 25’ | Marcatori | 90+4’ (rig.) Babacar |

| Arbitro: | Mazzoleni (Bergamo) |

|            |           |                                    |
| Zapata 56’ | Marcatori | 79’ Milinković-Savić 90+1’ Caicedo |

| Arbitro: | Giacomelli (Trieste) |

|                  |           |                                    |
| Luis Alberto 69’ | Marcatori | 54’ Berenguer 64’ Rincon 73’ Edera |

| Arbitro: | Irrati (Pistoia) |

|                                    |           |                                            |
| Caldara 19’ Iličič 22’, 50’ (rig.) | Marcatori | 27’, 35’ Milinković-Savić 79’ Luis Alberto |

| Arbitro: | Calvarese (Teramo) |

|                                                       |           |  |
| Lukaku 56’ Immobile 78’ Lulić 86’ Felipe Anderson 89’ | Marcatori |  |

| Milano 30 dicembre 2017, ore 18:00 CET 19ª giornata | Inter            | 0 – 0 referto | Lazio | Stadio Giuseppe Meazza (61.852 spett.)\| Arbitro: \| Rocchi (Firenze) \| |
| Arbitro:                                            | Rocchi (Firenze) |               |       |                                                                          |

#### Girone di ritorno
| Arbitro: | Tagliavento (Terni) |

|                          |           |                                             |
| Antenucci 8’ (rig.), 30’ | Marcatori | 5’ Luis Alberto 19’, 26’, 41’, 50’ Immobile |

| Arbitro: | Abisso (Palermo) |

|                                                                |           |                 |
| Luis Alberto 23’ Milinković-Savić 31’, 68’ Bastos 83’ Nani 86’ | Marcatori | 25’ Pucciarelli |

| Arbitro: | Irrati (Pistoia) |

|                             |           |             |
| Cutrone 15’ Bonaventura 44’ | Marcatori | 20’ Marušić |

| Arbitro: | Maresca (Napoli) |

|            |           |                         |
| Parolo 59’ | Marcatori | 55’ Pandev 90+2’ Laxalt |

| Arbitro: | Banti (Livorno) |

|                                                           |           |            |
| Callejón 43’ Wallace 54’ (aut.) Mário Rui 56’ Mertens 73’ | Marcatori | 3’ de Vrij |

| Arbitro: | Calvarese (Teramo) |

|                   |           |  |
| Immobile 55’, 60’ | Marcatori |  |

| Arbitro: | Manganiello (Pinerolo) |

|  |           |                                              |
|  | Marcatori | 7’, 46’ Milinković-Savić 31’ (rig.) Immobile |

| Arbitro: | Banti (Livorno) |

|  |           |              |
|  | Marcatori | 90+3’ Dybala |

| Arbitro: | Guida (Torre Annunziata) |

|                                  |           |                                      |
| Pavoletti 25’ Barella 74’ (rig.) | Marcatori | 35’ (aut.) Ceppitelli 90+5’ Immobile |

| Arbitro: | Damato (Barletta) |

|                 |           |          |
| Lucas Leiva 16’ | Marcatori | 3’ Verdi |

| Arbitro: | Calvarese (Teramo) |

|                                                                                     |           |                           |
| Immobile 19’, 68’ Caicedo 60’ de Vrij 66’ Lucas Leiva 83’ Luis Alberto 90+1’ (rig.) | Marcatori | 23’ Cataldi 51’ Guilherme |

| Arbitro: | Rocchi (Firenze) |

|             |           |                               |
| Lasagna 13’ | Marcatori | 26’ Immobile 37’ Luis Alberto |

| Roma 15 aprile 2018, ore 20:45 CEST 32ª giornata | Lazio               | 0 – 0 referto | Roma | Stadio Olimpico (55.000 spett.)\| Arbitro: \| Mazzoleni (Bergamo) \| |
| Arbitro:                                         | Mazzoleni (Bergamo) |               |      |                                                                      |

| Arbitro: | Damato (Barletta) |

|                               |           |                                                       |
| Veretout 16’, 31’ (rig.), 54’ | Marcatori | 39’, 72’ Luis Alberto 45’ Cáceres 70’ Felipe Anderson |

| Arbitro: | Orsato (Schio) |

|                                                    |           |  |
| Milinković-Savić 32’ de Vrij 43’ Immobile 85’, 88’ | Marcatori |  |

| Arbitro: | Irrati (Pistoia) |

|  |           |                      |
|  | Marcatori | 56’ Milinković-Savić |

| Arbitro: | Banti (Livorno) |

|             |           |           |
| Caicedo 24’ | Marcatori | 2’ Barrow |

| Arbitro: | Mazzoleni (Bergamo) |

|                         |           |                                       |
| Simy 29’ Ceccherini 61’ | Marcatori | 17’ (rig.) Lulić 84’ Milinković-Savić |

| Arbitro: | Rocchi (Firenze) |

|                                       |           |                                             |
| Perišić 9’ (aut.) Felipe Anderson 41’ | Marcatori | 29’ D'Ambrosio 78’ (rig.) Icardi 81’ Vecino |

### Coppa Italia

#### Fase finale
| Arbitro: | Pinzani (Empoli) |

|                                                             |           |                |
| Immobile 11’, 87’ Felipe Anderson 24’ Camigliano 36’ (aut.) | Marcatori | 41’ Bartolomei |

| Arbitro: | Damato (Barletta) |

|          |           |  |
| Lulić 6’ | Marcatori |  |

| Milano 31 gennaio 2018, ore 20:45 CET Semifinale - Andata | Milan                    | 0 – 0 referto | Lazio | Stadio Giuseppe Meazza (17.724 spett.)\| Arbitro: \| Guida (Torre Annunziata) \| |
| Arbitro:                                                  | Guida (Torre Annunziata) |               |       |                                                                                  |

| Arbitro: | Rocchi (Firenze) |

|                                                                    |                      |                                                                     |
| Immobile Milinković-Savić Lucas Parolo Felipe Anderson Lulić Ramos | Tiri di rigore 4 – 5 | Rodríguez Montolivo Bonaventura Borini Bonucci Çalhanoğlu Romagnoli |

### UEFA Europa League

#### Fase a gironi
| Arbitro: | Liany |

|                        |           |                                    |
| Matavž 33’ Linssen 57’ | Marcatori | 51’ Parolo 67’ Immobile 75’ Murgia |

| Arbitro: | Lechner |

|                          |           |  |
| Caicedo 18’ Immobile 90’ | Marcatori |  |

| Arbitro: | Thomson |

|              |           |                                      |
| Balotelli 4’ | Marcatori | 5’ Caicedo 65’, 89’ Milinković-Savić |

| Arbitro: | Gil Manzano |

|                          |           |  |
| Le Marchand 90+2’ (aut.) | Marcatori |  |

| Arbitro: | Palabıyık |

|                  |           |             |
| Luis Alberto 42’ | Marcatori | 13’ Linssen |

| Arbitro: | Kalogeropoulos |

|                                      |           |                             |
| De Pauw 6’ Heylen 60’ Leya Iseka 83’ | Marcatori | 67’ Caicedo 76’ Lucas Leiva |

#### Fase a eliminazione diretta
| Arbitro: | Aytekin |

|             |           |  |
| Gnohéré 29’ | Marcatori |  |

| Arbitro: | Vinčić |

|                                                      |           |             |
| Immobile 7’, 42’, 71’ Bastos 35’ Felipe Anderson 51’ | Marcatori | 82’ Gnohéré |

| Arbitro: | Kružliak |

|                                  |           |                                 |
| Immobile 54’ Felipe Anderson 62’ | Marcatori | 52’ Tsygankov 79’ Júnior Moraes |

| Arbitro: | Gil Manzano |

|  |           |                             |
|  | Marcatori | 23’ Lucas Leiva 83’ de Vrij |

| Arbitro: | Hategan |

|                                                      |           |                                 |
| Lulić 8’ Parolo 49’ Felipe Anderson 74’ Immobile 76’ | Marcatori | 30’ (rig.) Berisha 71’ Minamino |

| Arbitro: | Skomina |

|                                             |           |              |
| Dabbur 56’ Haidara 72’ Hwang 74’ Lainer 76’ | Marcatori | 55’ Immobile |

### Supercoppa italiana
| Arbitro: | Massa (Imperia) |

|                          |           |                                       |
| Dybala 85’, 90+1’ (rig.) | Marcatori | 32’ (rig.), 54’ Immobile 90+3’ Murgia |

## Statistiche

### Statistiche di squadra
| Competizione        | Punti | In casa | In casa | In casa | In casa | In casa | In casa | In trasferta | In trasferta | In trasferta | In trasferta | In trasferta | In trasferta | Totale | Totale | Totale | Totale | Totale | Totale | DR  |
| Competizione        | Punti | G       | V       | N       | P       | Gf      | Gs      | G            | V            | N            | P            | Gf           | Gs           | G      | V      | N      | P      | Gf     | Gs     | DR  |
| ------------------- | ----- | ------- | ------- | ------- | ------- | ------- | ------- | ------------ | ------------ | ------------ | ------------ | ------------ | ------------ | ------ | ------ | ------ | ------ | ------ | ------ | --- |
| Serie A             | 72    | 19      | 9       | 5       | 5       | 45      | 21      | 19           | 12           | 4            | 3            | 44           | 28           | 38     | 21     | 9      | 8      | 89     | 49     | +40 |
| Coppa Italia        | -     | 3       | 2       | 1       | 0       | 5       | 1       | 1            | 0            | 1            | 0            | 0            | 0            | 4      | 2      | 2      | 0      | 5      | 1      | +4  |
| Europa League       | 13    | 6       | 4       | 2       | 0       | 15      | 6       | 6            | 3            | 0            | 3            | 11           | 11           | 12     | 7      | 2      | 3      | 26     | 17     | +9  |
| Supercoppa italiana | -     | -       | -       | -       | -       | -       | -       | 1            | 1            | 0            | 0            | 3            | 2            | 1      | 1      | 0      | 0      | 3      | 2      | +1  |
| Totale              | -     | 28      | 15      | 8       | 5       | 65      | 28      | 27           | 16           | 5            | 6            | 58           | 41           | 55     | 31     | 13     | 11     | 123    | 69     | +54 |

### Andamento in campionato
| Giornata  | 1 | 2 | 3 | 4 | 5 | 6 | 7 | 8 | 9 | 10 | 11 | 12 | 13 | 14 | 15 | 16 | 17 | 18 | 19 | 20 | 21 | 22 | 23 | 24 | 25 | 26 | 27 | 28 | 29 | 30 | 31 | 32 | 33 | 34 | 35 | 36 | 37 | 38 |
| --------- | - | - | - | - | - | - | - | - | - | -- | -- | -- | -- | -- | -- | -- | -- | -- | -- | -- | -- | -- | -- | -- | -- | -- | -- | -- | -- | -- | -- | -- | -- | -- | -- | -- | -- | -- |
| Luogo     | C | T | C | T | C | T | C | T | C | T  | T  | C  | T  | C  | T  | C  | T  | C  | T  | T  | C  | T  | C  | T  | C  | T  | C  | T  | C  | C  | T  | C  | T  | C  | T  | C  | T  | C  |
| Risultato | N | V | V | V | P | V | V | V | V | V  | V  | V  | P  | N  | V  | P  | N  | V  | N  | V  | V  | P  | P  | P  | V  | V  | P  | N  | N  | V  | V  | N  | V  | V  | V  | N  | N  | P  |
| Posizione | 8 | 6 | 4 | 4 | 6 | 4 | 4 | 3 | 3 | 3  | 3  | 2  | 3  | 4  | 4  | 5  | 5  | 4  | 4  | 3  | 3  | 3  | 3  | 5  | 4  | 3  | 4  | 4  | 5  | 5  | 3  | 3  | 3  | 3  | 3  | 4  | 4  | 5  |

Fonte:  Serie A – Classifiche, su sport.sky.it, Sky Sport.
Legenda:

Luogo: C = Casa; T = Trasferta. Risultato: V = Vittoria; N = Pareggio; P = Sconfitta.

### Statistiche dei giocatori
Nel conteggio delle reti realizzate si aggiungano tre autoreti a favore in campionato.
Sono in corsivo i giocatori che hanno lasciato la società a stagione in corso.
| Giocatore           | Serie A  | Serie A | Serie A     | Serie A    | Coppa Italia | Coppa Italia | Coppa Italia | Coppa Italia | UEFA Europa League | UEFA Europa League | UEFA Europa League | UEFA Europa League | Supercoppa italiana | Supercoppa italiana | Supercoppa italiana | Supercoppa italiana | Totale   | Totale | Totale      | Totale     |
| Giocatore           | Presenze | Reti    | Ammonizioni | Espulsioni | Presenze     | Reti         | Ammonizioni  | Espulsioni   | Presenze           | Reti               | Ammonizioni        | Espulsioni         | Presenze            | Reti                | Ammonizioni         | Espulsioni          | Presenze | Reti   | Ammonizioni | Espulsioni |
| ------------------- | -------- | ------- | ----------- | ---------- | ------------ | ------------ | ------------ | ------------ | ------------------ | ------------------ | ------------------ | ------------------ | ------------------- | ------------------- | ------------------- | ------------------- | -------- | ------ | ----------- | ---------- |
| D. Basta            | 11       | 0       | 0           | 0          | 3            | 0            | 0            | 0            | 7                  | 0                  | 2                  | 0                  | 1                   | 0                   | 0                   | 0                   | 22       | 0      | 2           | 0          |
| Bastos              | 21       | 4       | 4           | 0          | 1            | 0            | 0            | 0            | 6                  | 1                  | 0                  | 0                  | -                   | -                   | -                   | -                   | 28       | 5      | 4           | 0          |
| M. Cáceres          | 6        | 1       | 0           | 0          | 2            | 0            | 0            | 0            | 2                  | 0                  | 1                  | 0                  | -                   | -                   | -                   | -                   | 10       | 1      | 1           | 0          |
| F. Caicedo          | 22       | 3       | 1           | 0          | 2            | 0            | 0            | 0            | 9                  | 3                  | 0                  | 0                  | -                   | -                   | -                   | -                   | 33       | 6      | 1           | 0          |
| L. Crecco           | -        | -       | -           | -          | -            | -            | -            | -            | 2                  | 0                  | 0                  | 0                  | -                   | -                   | -                   | -                   | 2        | 0      | 0           | 0          |
| S. de Vrij          | 36       | 6       | 3           | 0          | 3            | 0            | 0            | 0            | 7                  | 1                  | 0                  | 0                  | 1                   | 0                   | 0                   | 0                   | 47       | 7      | 3           | 0          |
| D. Di Gennaro       | 2        | 0       | 0           | 0          | -            | -            | -            | -            | 3                  | 0                  | 0                  | 0                  | -                   | -                   | -                   | -                   | 5        | 0      | 0           | 0          |
| F. Djordjevic       | -        | -       | -           | -          | -            | -            | -            | -            | -                  | -                  | -                  | -                  | -                   | -                   | -                   | -                   | -        | -      | -           | -          |
| Felipe Anderson     | 21       | 4       | 0           | 0          | 4            | 1            | 0            | 0            | 6                  | 3                  | 0                  | 0                  | -                   | -                   | -                   | -                   | 31       | 8      | 0           | 0          |
| G. Guerrieri        | -        | -       | -           | -          | -            | -            | -            | -            | -                  | -                  | -                  | -                  | -                   | -                   | -                   | -                   | -        | -      | -           | -          |
| W. Hoedt            | -        | -       | -           | -          | -            | -            | -            | -            | -                  | -                  | -                  | -                  | -                   | -                   | -                   | -                   | -        | -      | -           | -          |
| C. Immobile         | 33       | 29      | 3           | 1          | 4            | 2            | 0            | 0            | 9                  | 8                  | 2                  | 0                  | 1                   | 2                   | 1                   | 0                   | 47       | 41     | 6           | 1          |
| B. Jordão           | -        | -       | -           | -          | -            | -            | -            | -            | -                  | -                  | -                  | -                  | -                   | -                   | -                   | -                   | -        | -      | -           | -          |
| L. Leiva            | 36       | 2       | 9           | 0          | 4            | 0            | 0            | 0            | 9                  | 2                  | 2                  | 0                  | 1                   | 0                   | 1                   | 0                   | 50       | 4      | 12          | 0          |
| C. Lombardi         | -        | -       | -           | -          | -            | -            | -            | -            | -                  | -                  | -                  | -                  | -                   | -                   | -                   | -                   | -        | -      | -           | -          |
| Luis Alberto        | 34       | 11      | 5           | 0          | 3            | 0            | 0            | 0            | 9                  | 1                  | 0                  | 0                  | 1                   | 0                   | 0                   | 0                   | 47       | 12     | 5           | 0          |
| Luiz Felipe         | 18       | 0       | 6           | 0          | 3            | 0            | 0            | 0            | 10                 | 0                  | 5                  | 0                  | -                   | -                   | -                   | -                   | 31       | 0      | 11          | 0          |
| J. Lukaku           | 30       | 1       | 2           | 0          | 4            | 0            | 0            | 0            | 8                  | 0                  | 2                  | 0                  | 1                   | 0                   | 0                   | 0                   | 43       | 1      | 4           | 0          |
| S. Lulić            | 35       | 3       | 8           | 1          | 4            | 1            | 0            | 0            | 10                 | 1                  | 2                  | 0                  | 1                   | 0                   | 1                   | 0                   | 50       | 5      | 11          | 1          |
| F. Marchetti        | -        | -       | -           | -          | -            | -            | -            | -            | -                  | -                  | -                  | -                  | -                   | -                   | -                   | -                   | -        | -      | -           | -          |
| A. Marušić          | 32       | 3       | 3           | 1          | 1            | 0            | 1            | 0            | 5                  | 0                  | 0                  | 0                  | 1                   | 0                   | 0                   | 0                   | 39       | 3      | 4           | 1          |
| Maurício            | 1        | 0       | 0           | 0          | -            | -            | -            | -            | -                  | -                  | -                  | -                  | -                   | -                   | -                   | -                   | 1        | 0      | 0           | 0          |
| A. Miceli           | -        | -       | -           | -          | -            | -            | -            | -            | 2                  | 0                  | 0                  | 0                  | -                   | -                   | -                   | -                   | 2        | 0      | 0           | 0          |
| S. Milinković-Savić | 35       | 12      | 8           | 0          | 4            | 0            | 1            | 0            | 8                  | 2                  | 3                  | 0                  | 1                   | 0                   | 0                   | 0                   | 48       | 14     | 12          | 0          |
| A. Murgia           | 16       | 0       | 3           | 1          | 1            | 0            | 0            | 0            | 9                  | 1                  | 1                  | 0                  | 1                   | 1                   | 0                   | 0                   | 27       | 2      | 4           | 1          |
| Nani                | 18       | 3       | 2           | 0          | 1            | 0            | 0            | 0            | 5                  | 0                  | 0                  | 0                  | -                   | -                   | -                   | -                   | 24       | 3      | 2           | 0          |
| P. Neto             | -        | -       | -           | -          | -            | -            | -            | -            | -                  | -                  | -                  | -                  | -                   | -                   | -                   | -                   | -        | -      | -           | -          |
| S. Palombi          | 1        | 0       | 0           | 0          | -            | -            | -            | -            | 2                  | 0                  | 0                  | 0                  | -                   | -                   | -                   | -                   | 3        | 0      | 0           | 0          |
| M. Parolo           | 31       | 4       | 4           | 1          | 3            | 0            | 0            | 0            | 8                  | 2                  | 2                  | 0                  | 1                   | 0                   | 1                   | 0                   | 43       | 6      | 7           | 1          |
| Patric              | 11       | 0       | 1           | 1          | 1            | 0            | 0            | 0            | 9                  | 0                  | 0                  | 0                  | -                   | -                   | -                   | -                   | 21       | 0      | 1           | 1          |
| Ș. Radu             | 31       | 0       | 10          | 1          | 3            | 0            | 2            | 0            | 6                  | 0                  | 0                  | 0                  | 1                   | 0                   | 0                   | 0                   | 41       | 0      | 12          | 1          |
| T. Strakosha        | 38       | -49     | 2           | 0          | 4            | -1           | 1            | 0            | 10                 | -13                | 0                  | 0                  | 1                   | -2                  | 0                   | 0                   | 53       | -65    | 3           | 0          |
| I. Vargić           | -        | -       | -           | -          | -            | -            | -            | -            | 2                  | -4                 | 0                  | 0                  | -                   | -                   | -                   | -                   | 2        | -4     | 0           | 0          |
| Wallace             | 13       | 0       | 5           | 0          | 1            | 0            | 0            | 0            | 2                  | 0                  | 0                  | 0                  | 1                   | 0                   | 0                   | 0                   | 17       | 0      | 5           | 0          |